# Longizacla sumatrana
Longizacla sumatrana är en insektsart som beskrevs av Andrej Vasiljevitj Gorochov 2006. Longizacla sumatrana ingår i släktet Longizacla och familjen syrsor. Inga underarter finns listade i Catalogue of Life.